# サシバエ
サシバエ（刺蠅、学名:Stomoxys calcitrans）は、イエバエ科に分類されるハエの一種。吸血昆虫であり、牛白血病ウイルスなどを媒介する害虫である。イエバエ科のハエで吸血性のものは稀であるが、サシバエの属するサシバエ族 Stomoxyini の成虫は全て哺乳類から吸血して生活し、吸血性のカやアブなどが雌のみ吸血するのと異なり、雄も雌も血液を食物としている。幼虫は主として獣糞から発生する。サシバエはこの族のハエの中でも非常に分布が広く、コスモポリタンとなっている。

## 生息場所
竹やぶや森林地帯、馬小屋、牛舎。

## 生活史

### 防除と天敵
畜産にとって害虫であるため、殺虫剤や防虫ネットによる被害軽減が試みられている。自然界ではコガネコバチ科のSpalangia cameroniという寄生バチが天敵であり、日本にも棲息している。欧州連合（EU）域内ではサシバエ対策として製品化（生物農薬）されている。

## 画像

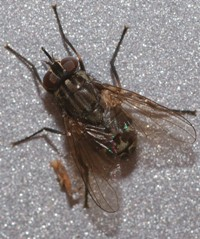